# 식물 맹시

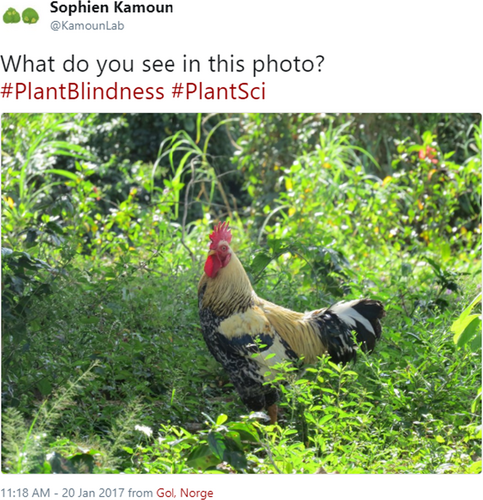
튀니지 생물학자 소피엔 카문의 트윗

식물 맹시(植物盲視)는 제안된 인지 편향의 한 형태로, 가장 광범위한 의미에서 식물종을 무시하는 인간의 경향을 말한다. 이는 주변 환경에서 식물을 알아채지 못하는 현상, 전체 생물권과 인간사에 대한 식물 생명의 중요성을 인식하지 못하는 것, 식물을 동물보다 열등한 생명 형태로 보는 철학적 관점, 그리고/또는 식물의 독특한 특징이나 미학을 감상하지 못하는 무능력 등을 포함한다. 관련 용어로는 식물 무시, 동물 중심주의, 동물 우월주의, 식물 문해력 부족 등이 있다.
식물 맹시라는 용어는 식물학 교육자 J. H. 완더시와 E. E. 슈슬러가 1999년 발표한 《식물 맹시 예방하기》라는 논문에서 처음 사용되었다. 과학자들은 일부 사람들이 식물을 알아채지 못하는 이유가 식물이 정지해 있고 색상이 비슷하기 때문이라고 제안했지만, 다른 연구에서는 식물 맹시가 문화적 관행에 영향을 받는다고 제시했다. 2014년 미국에서 실시된 한 연구는 "주의 깜박임"(빠르게 제시된 두 개의 이미지 중 하나를 알아채는 능력)을 사용하여 식물과 동물이 어떻게 인식되는지 살펴보았다. 이 연구는 참가자들이 이미지에서 식물보다 동물을 더 정확하게 탐지한다는 것을 보여주었다. 연구자들은 또한 동물 중심주의를 특징짓고 극복하기 위한 가능한 전략들을 제안했다.
BBC 기자 크리스틴 로에 따르면, 식물 맹시는 자연 결핍 장애와 잠재적으로 연관되어 있으며, 그는 이것이 식물학에 대한 자금 지원 감소와 수업 감소를 야기한다고 주장한다.

## 원인
식물 맹시가 발생하는 두 가지 주요 경로, 인간의 본성과 문화가 제시되었다.

### 인간의 본성
첫 번째인 인간의 본성은 인간의 뇌 화학과 시각 처리 시스템이 본질적으로 환경 속 식물을 무시하도록 편향되어 있다는 개념을 포함한다. 연구에 따르면 인간의 시각계는 보이는 모든 정보를 효과적으로 처리할 수 없다. 따라서 위협과 잠재적 식량원을 가장 효과적으로 탐지하기 위해 가변적인 색상, 움직임, 익숙한 물체에 우선순위가 부여된다고 연구는 제시한다. 식물은 이러한 기준에 잘 맞지 않기 때문에, 많은 과학자들은 인간의 뇌가 식물의 시각적 존재를 완전히 처리하지 않는 경향이 있다고 생각한다. 또한 영장류는 자신의 종과 유사하게 행동하는 생물체를 선호하는 것으로 나타났다. 식물은 인간과 매우 다르게 행동하기 때문에, 이 또한 식물 맹시에 본질적인 요소가 있음을 시사한다.

### 문화
문화 역시 한 사회에서 식물 맹시의 확립에 중요한 역할을 하는 것으로 나타났다. 많은 이들은 이에 대한 증거가 특정 공동체에서 식물 맹시 수준이 낮아진 것에서 발견된다고 믿는다. 예를 들어, 특정 인도와 원주민 공동체에서는 식물이 종교, 의학, 신화에서 차지하는 역할 때문에 매우 높이 평가된다.
식물 맹시가 만연한 사회에서는 여러 문화적 메커니즘이 이 현상에 기여하는 것으로 여겨진다. 동물 중심적 교육이 주요 원인 중 하나로 간주된다. 미국에서는 고등학교 생물학 교과서가 내용의 15%만을 식물에 할애한다. 많은 사회에서 식물의 행동, 반응, 움직임 뒤에 있는 복잡성에 대한 포괄적인 이해가 시민들 사이에 존재하지 않는다고 여겨진다. 진화를 복잡하고 비계층적인 과정이 아닌, 인간이 가장 진화하였고 식물이 가장 덜 진화하였다는 선형적 메커니즘으로 오해하는 만연한 잘못된 이해 역시 식물 맹시를 조장할 수 있다. 식물 맹시는 또한 부분적으로 자연 결핍 장애를 초래하고 일상생활에서 식물 역할의 중요성을 감소시킨 도시화 증가에 기인한다. 마지막으로, 동물이 식물보다 더 중요하다는 개념은 마스코트와 같은 문화적 과대 표현을 통해 강화된다.

## 잠재적 영향
식물 맹시의 잠재적 영향에 관해 여러 우려가 존재한다. 가장 주목할 만한 점은 식물 맹시가 식물 보전 노력에 가용한 자금을 감소시킬 수 있다는 것이다. 식물은 멸종 위기 종 목록의 57%를 차지하지만, 멸종 위기 종에 할당된 자금의 3.9%만이 식물에 배정된다.
법률은 멸종 위기의 식물을 멸종 위기의 동물만큼 잘 보호하지 않는다. 연방 토지의 멸종 위기 식물은 보호되지만, 토지 소유자들은 자신의 사유 재산에서 이를 파괴할 수 있다. 많은 주에서는 멸종 위기 식물을 보호하는 주 차원의 법률이 존재하지 않는다.
식물 맹시는 또한 식물 과학 연구와 교육의 부족을 초래한 것으로 여겨진다. 최근 몇 년간 식물 과학 연구에 대한 자금 지원이 중단되고, 식물학 전공에 대한 관심이 감소하며, 식물 생물학 과정이 폐지되었다. 그러나 아직까지 이러한 식물 연구는 의학과 농업 발전에 매우 중요한 것으로 받아들여진다.

## 식물 맹시 극복을 위한 노력
식물 맹시를 극복하기 위해 여러 방법이 제안되었으며 노력이 계속되고 있다. 이 문제를 다루는 가장 두드러진 캠페인은 "식물 맹시 예방"이라 불리며, 이 용어를 만든 연구자인 완더시와 슈슬러가 제안하였다. 이 캠페인은 세 가지 주요 옹호 유형을 사용하는데, 2만 명의 교사들에게 배포되고 미국 식물학회가 승인한 교실 포스터, 《잃어버린 식물!》이라는 제목의 식물에 관한 어린이 미스터리 그림책, 학교정원을 포함한 식물 재배 교육의 촉진이 그것이다.
식물 맹시의 문화적 요소를 다루기 위한 몇 가지 다른 제안도 있었다. 연구에 따르면 이야기 들려주기, 미술, 역할극과 같은 식물과 관련된 창의적 활동이 아이들의 식물과의 관계를 강화하는 데 도움이 될 수 있다. 특히 고등학교 생물학 교과서와 같은 과학 교육 교과서에서 식물의 표현을 증가시키는 것도 권장되었다. 편견을 줄이는 첫 단계가 그것을 인정하는 것이라고 여겨지므로, 식물 맹시에 대한 인식을 확산시키는 것이 이를 줄이는 데 도움이 될 수 있다. 트리버시티(TreeVersity)와 같은 식물과 관련된 시민과학 프로젝트는 식물학자가 아닌 사람들이 식물을 더 다양하고 빈번하게 볼 수 있도록 돕고자 한다. 그루트와 같은 예술작품과 허구의 캐릭터에서의 식물 표현도 해결책의 일부로 여겨지며, 식물 교육이 모범 사례를 활용하도록 보장하는 것도 중요하다. 특히 식물 교육은 구성주의 원칙, 능동적 학습, 멀티미디어 교육을 활용해야 한다고 제안되었다. 마지막으로, 식물 활동가들은 인간이 자연 시스템의 외부나 상위가 아닌 그 일부로 간주되어야 한다고 제안한다.

## 용어에 대한 이견
일부는 이 용어의 사용에 동의하지 않으며, 종 집단에 대한 인간의 편견이 척추와 인간과 유사한 눈이 없는 모든 생물에 해당한다고 주장한다. 지구상의 많은 생물다양성은 딱정벌레와 같은 곤충에서 발견되지만, 생물학 교육과 미디어에서 곤충은 거의 표현되지 않는다. 따라서 일부는 이 현상이 단지 식물뿐만 아니라 척추동물을 제외한 모든 것을 무시하는 인간의 경향이라고 주장한다.
다른 이들은 이 현상의 이름에 문제를 제기하는데, 그들은 부정적인 특성을 묘사하는 데 장애인 맹시라는 용어를 사용하는 것이 부적절하다고 여기며 "식물 인식 격차"(Plant Awareness Disparity, PAD)라는 이름을 제안했다.

## 같이 보기
- 종차별주의